# Vladimir Offenberg

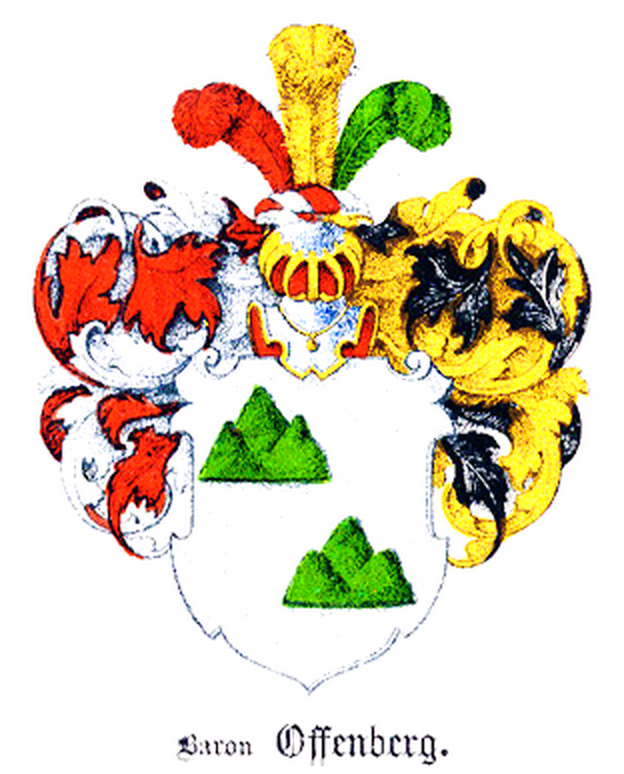
Wapen van de baronnen van Offenberg.

Baron Vladimir (Vol'demar-Christian) Christianovitsj Offenberg  (Russisch: Владимир (Вольдемар-Христиан) Христианович Оффенберг) (Gouvernement Taurida, 1 februari 1856 — Yonkers, 8 november 1927) was een Russisch scheepsbouwer, met name van oorlogsschepen voor de keizerlijke vloot van Rusland.
Hij was verantwoordelijk voor de bouw van de Peresvet, de Georgi Pobedonosets, de Pobeda, de Imperator Alexander III en de Imperator Pavel I.
Hij was generaal-luitenant van het Korpus Morskogo vedomstva Rossijskoj imperii het corps scheepsingenieurs van de Russische vloot. Na zijn emigratie was hij pastor, prediker en lid van de baptisten. 

## Biografie
Offenberg stamde uit een rijk en aristocratisch geslacht, de baronnen Offenberg. In 1877 studeerde hij af aan de scheepsbouwsafdeling van Technische School van de Russische marine in Kronstadt. In 1878 werd hij jongste scheepbouwer. Hij diende in het korps van scheepsarchitecten op scheepswerven en in havens. In 1886 studeerde hij af aan de Marineacademie N. G. Kuznetsov.
Hij diende in de haven van Sebastopol en daarna bij een scheepswerf in Sint-Petersburg en werd een aantal malen bevorderd. Op 3 oktober 1895 werd op de scheepshelling van de Baltische scheepsfabriek van St. Petersburg onder zijn leiding de kiel gelegd van de eerste van een nieuwe serie slagschepen. Zij droegen de naam Peresvet (wederopklaring) ter ere van de semi-legendarische monnik Sergius van Radonezj. Hij was zowel de toezichthouder op de bouw van het schip als de projectontwikkelaar voor de nieuwe serie slagschepen. Op 7 mei 1898 werd de Peresvet te water gelaten, en op 6 augustus 1901 na de afwerking in gebruik genomen. 
In 1889 nam het Marineministerie de beslissing nog een schip te bouwen van een ander type, de Jekaterina II-serie. Offenberg vertrok naar Sebastopol en werd er de bouwer van de Georgi Pobedonosets onder toezicht van ingenieur K.N. Arteoelov. Het schip werd op 27 februari 1892 te water gelaten. In 1896 had hij de leiding van de bouw van een volgend slagschip van de Peresvet-serie dat de Pobeda gedoopt werd toen het in 1900 te water gelaten werd. In 1904 volgde de Keizer Alexander III. Al deze schepen namen deel aan de Russisch-Japanse oorlog. Na deze oorlog volgde er nog een vierde schip in de serie, de Keizer Paul I, dat in 1907 van stapel liep.
Na een aantal eerdere bevorderingen kreeg Offenberg in 1911 de rang van generaal-majoor en het jaar daarop werd hij inspecteur van de scheepsbouw. In 1914 werd hij bevorderd tot generaal-luitenant.

Oorlogsschepen, gebouwd door Offenberg
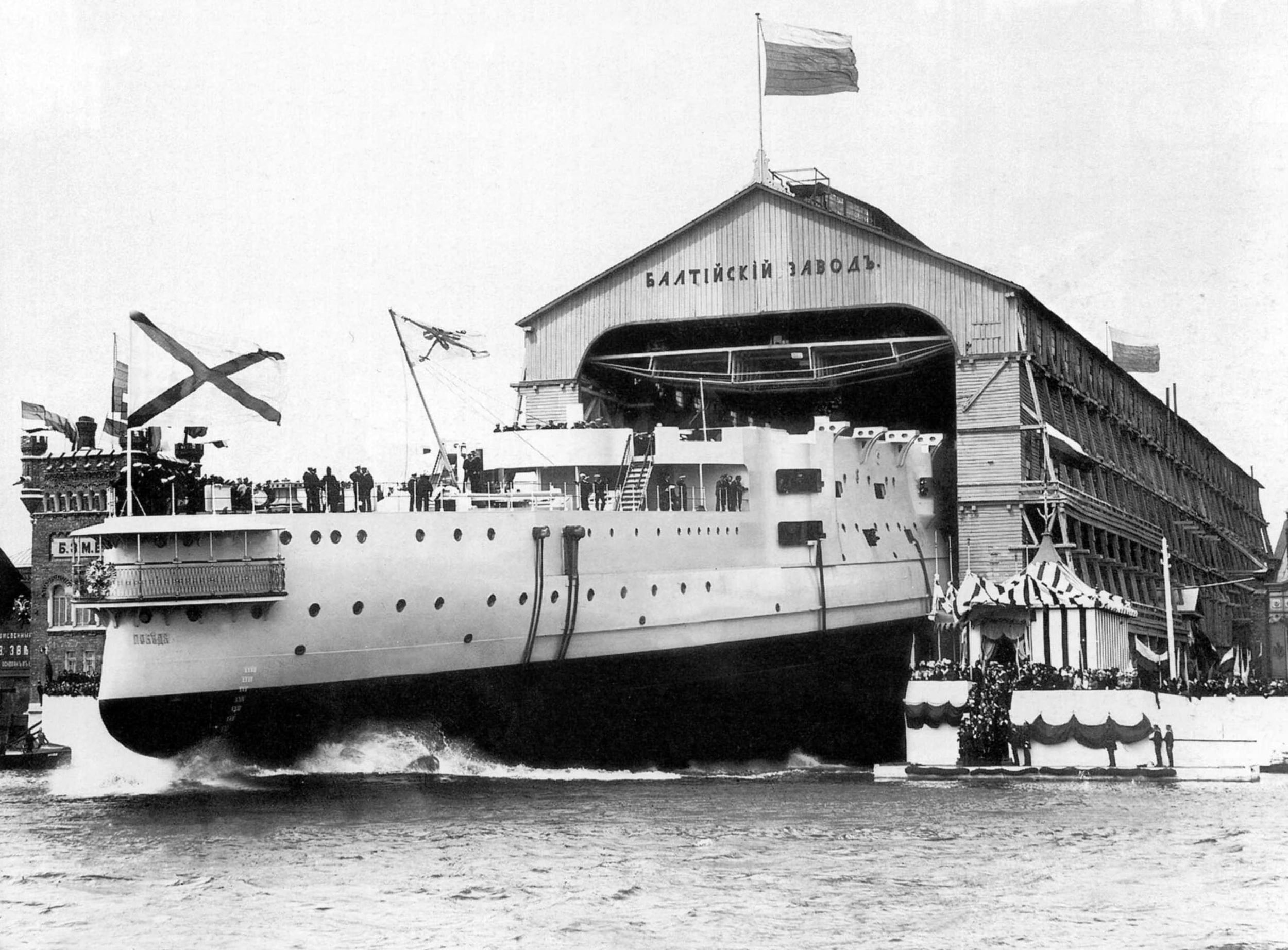
Slagschip «De Pobeda»
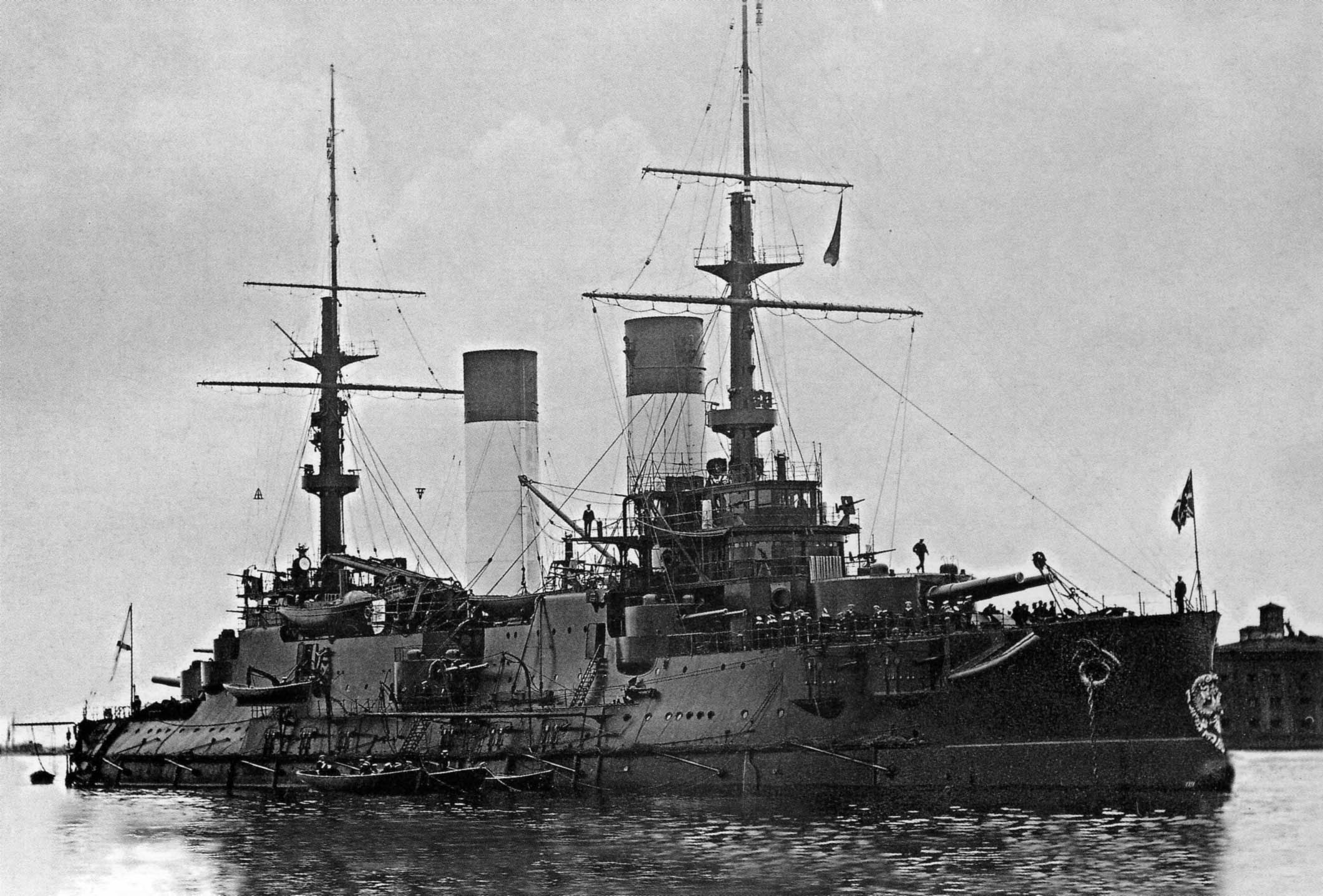
«De Keizer Alexander III»
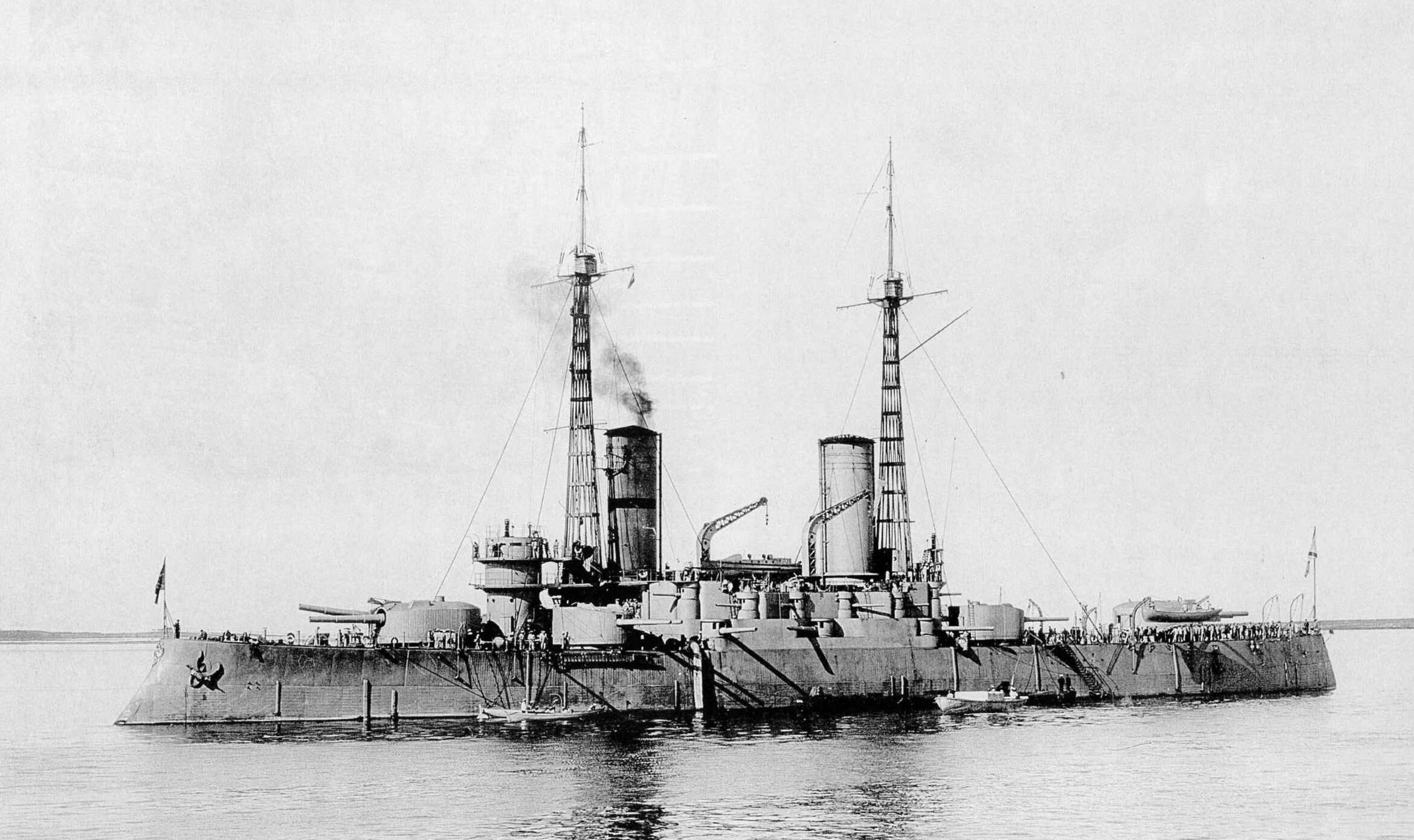
«De Keizer Paul I»

### Emigratie
Ten tijde van de burgeroorlog was hij in dienst van de Witte Strijdkrachten en in december 1920 emigreerde hij via Istanboel, Joegoslavië en Frankrijk naar de Verenigde Staten. In 1923 werd hij daar lid van de vereniging van voormalige Russische marineofficieren in Amerika. Op 8 november 1927 stierf hij in Yonkers in de staat New York

### Kerkelijke activiteiten
In 1900 trad Offenberg samen met zijn vrouw toe tot de evangelische gemeente, waarvan de Russische theoloog Johann Gerhard Kargel de leider was. In 1907 ondertekende zijn vrouw Daria Offenberg Koezminitsjna het handvest van de Russische Unie van Evangelische Christenen en de generaal-luitenant werd er de penningmeester van. In Amerikaanse ballingschap was hij lid van een evangelische gemeente (bapisten) van 1924 - '26 en werd er later ouderling van. In 1927 werd hij verkozen tot voorganger in New York. 

### Gezinsleven
Vladimir was getrouwd met Darja Koezminitsjna, geboren Poetsjkova (ca. 1868 -1944). Tot de Oktoberrevolutie had Offenberg een huis in Sint-Petersburg en bezittingen in zijn geboortestreek. Het echtpaar had negen kinderen en drie van hun zonen werden marineofficier. 